# Universität von Burgund
Die Universität Burgund Europa (französisch Université Bourgogne Europe; UBE) – bis 31. Dezember 2024 Universität des Burgund (französisch Université de Bourgogne; uB) – ist eine staatliche Universität im Osten Frankreichs. Die UBE ist eine relativ junge Universität und wurde 1971 im Zuge der Neuordnung der französischen Hochschullandschaft durch das Loi Faure gegründet. Benannt ist sie nach der historischen Landschaft Burgund beziehungsweise der heutigen französischen Region Burgund. Ihren Sitz hat sie in der Regionshauptstadt Dijon.

## Geschichte
Die 1722 gegründete Universität Dijon erlangte für Deutschland und die deutsche Juristenausbildung während der Franzosenzeit erhebliche Bedeutung, weil die Einführung des neuen Code civil durch Napoleon auch in den besetzten Gebieten Deutschlands ein Studium desselben nahelegte. Dijon wurde 1806 von Napoleon zu einem der Schwerpunkte der französischen Juristenausbildung erklärt. Viele deutsche Studenten absolvierten diesen Teil ihres Studiums in Frankreich selbst. Insofern war Dijon während der Zeit des Empire von 1809 bis 1813 auch ein Zentrum der deutschen Juristenausbildung in Frankreich.
Seit 2013 sind sie Teil des regionalen Verbunds der Université Bourgogne Franche-Comté (UBFC).

## Besonderheiten
Die Universität besitzt ein eigenes Weingut in Marsannay-la-Côte und bildet vollständig integrierte Studiengänge in Weinkunde an, die vom nach  Jules Guyot benannten Institut Jules-Guyot organisiert werden.

## Abbildungen

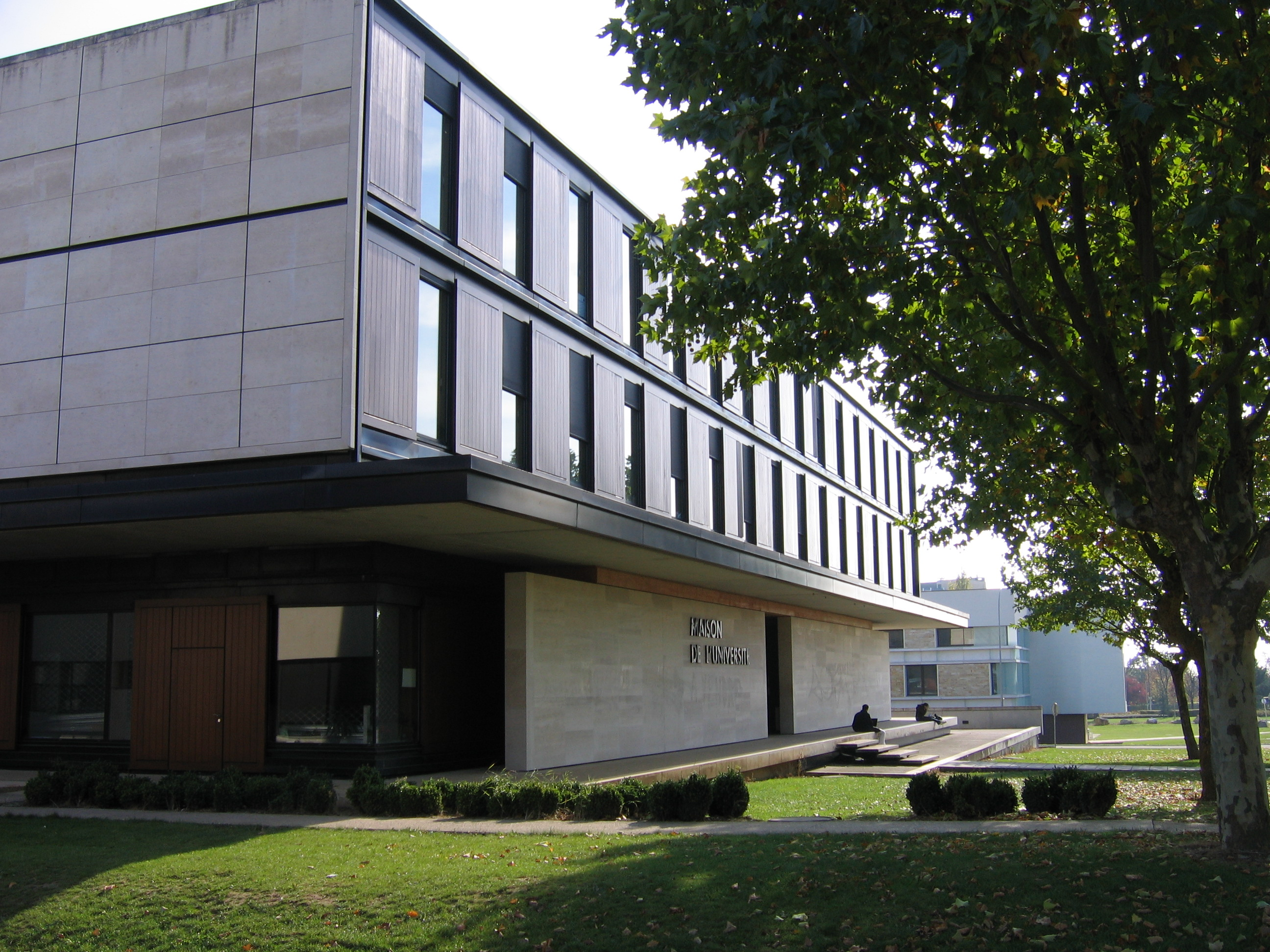
Verwaltungsgebäude Maison de l'Université auf dem Campus Dijon
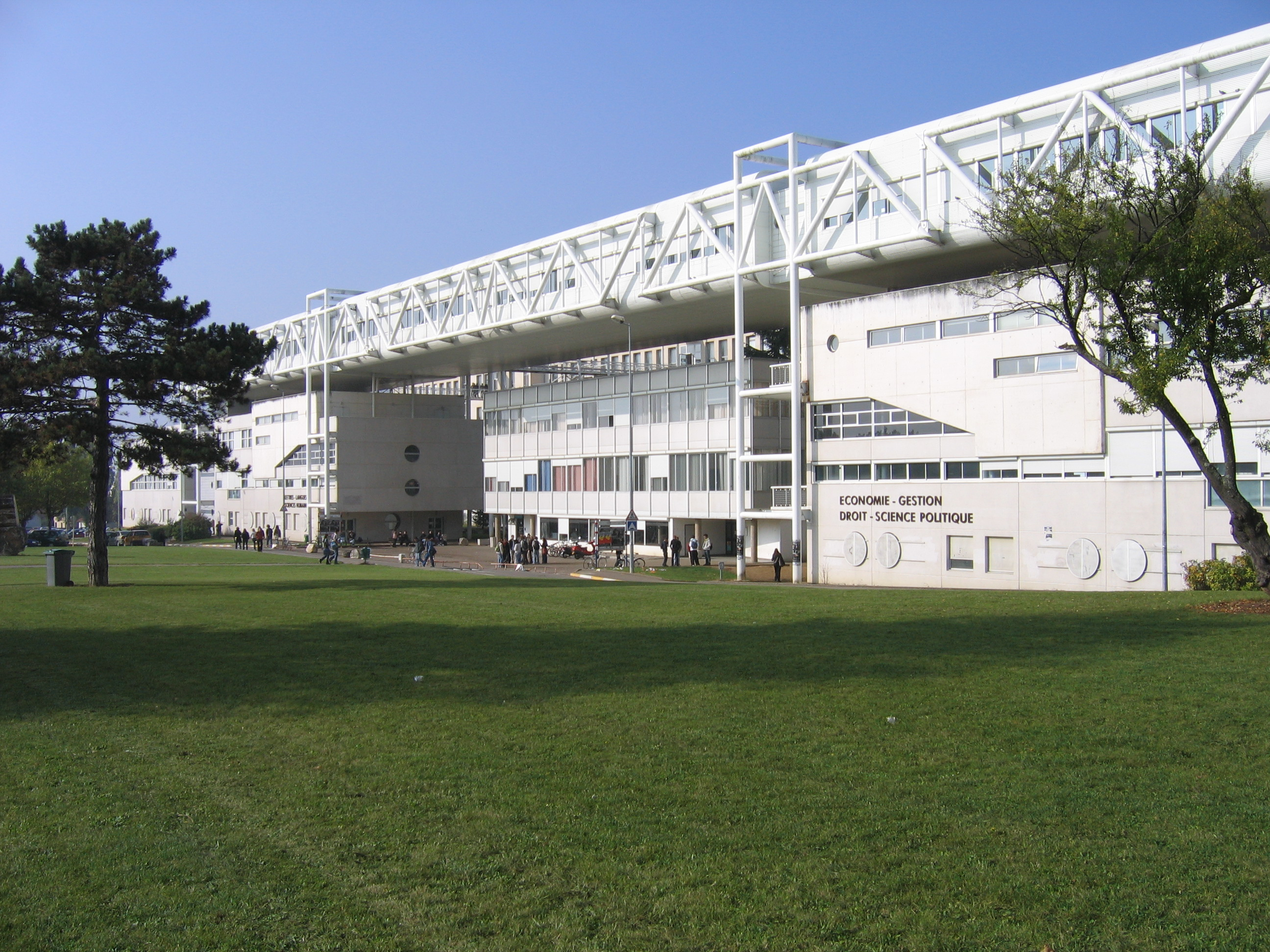
Gebäude Droit-Lettres auf dem Campus Dijon
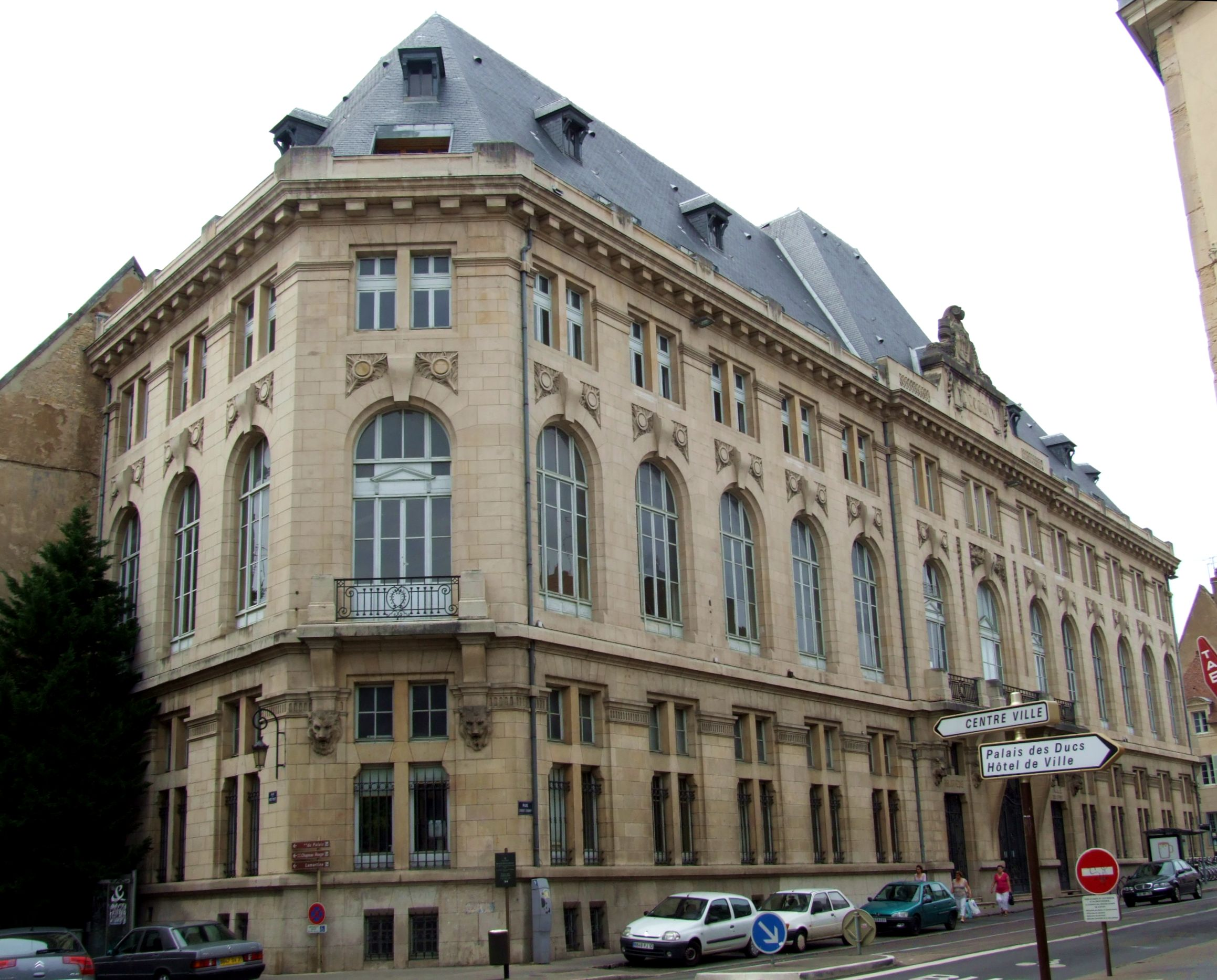
Altes Universitätsgebäude Chabot Charny in der Innenstadt von Dijon